# Salut les copines
Pour plus de détails, voir Fiche technique et Distribution.
Salut les copines est un film français réalisé par Jean-Pierre Bastid, sorti en 1967.

## Fiche technique
- Réalisation : Jean-Pierre Bastid
- Scénario et adaptation : Jean-Pierre Bastid et Jean-Patrick Manchette  (pseudonyme: Michelangelo Astruc)
- Production : Henry Lange et Gilbert Wolmark
- Images : Jean Gonnet et Jean-Jacques Renon
- Montage: Liliane Korb (pseudonyme: Lulu Brick)
- Assistant caméra: Jean Mazéas

## Distribution
- Joël Barbouth : Bismuth, le cousin
- Hamera Belmecki (pseudonyme: Amra) : Marie-Ange
- Willy Braque : Homme film projeté
- Pascale-Corinne Deville : La fille aux cheveux noirs
- Jean-Marie Estève : Barman night-club
- Alexis Klementieff : Un spectateur du cinéma
- José Díaz : Le beau-père de Joëlle
- Jean Mazéas : L'amant de Marie-Ange
- Ernest Menzer : M. Menzer
- Hans Meyer : Mike
- François Migeat : Dragueur passage du Grand Cerf
- Ghislaine Paulou : Joëlle
- Michel Perrault : Client night-club
- Denyse Renon : Femme au cimetière
- Jean-Claude Romer
- Valentine Pratz : Héléna
- Christian Saramia : Client night-club
- Carl Ulman : Le père de Marie-Ange

## Commentaires
- En 2010, dans le cadre du thème Anarchie et Cinéma, Jean-Pierre Bastid présente lors de sa carte blanche à la Cinémathèque française divers films dont Salut les copines[2].